# كييفو فيرونا
رابطة كييفو فيرونا لكرة القدم (بالإيطالية: Associazione Calcio ChievoVerona)‏ هو ناد كرة قدم سابق من فيرونا، فينيتو، إيطاليا.
تأسس الفريق عام 1929 تحت مسمى "gialloblu" (نسبة لألوان الفريق). يلقب معجبو الفريق ناديهم "Mussi Volanti" (الحمير الطائرة)، وهو شعار قديم خاص بالنادي (كما يظهر في الموقع الرسمي للنادي)، وكذلك «كييفو». يتقاسم الفريق مع هيلاس فيرونا (الذي يلعب في الدوري الإيطالي الدرجة A) ستاديو ماركانتونيو بينتيغودي، وهو الملعب الخاص بهم الذي يسع 42160 متفرج.

## موسم 2008-2009
في أول موسم للفريق بعد صعوده من الدرجة الثانية عانى من صعوبة التأقلم في الدرجة الأولى ولم يحقق النتائج المرجوة مما دفع المدرب آنذاك جيوزيبي ياتشيني لتقديم استقالته في شهر نوفمبر وتم تعيين مدرب نادي بارما السابق دومينيكو دي كارلو مكانه مباشرة. استطاع ي كارلو أن يقود فريقه الجديد لتحقيق نتائج إيجابية عديدة دفعته للهروب من منطقة الهبوط بعدما كان قد جمع 9 نقاط في 17 مباراة. ومن أبرز النتائج التي حققها التغلب على نادي لاتسيو 3-0 على الملعب الأولمبي والتعادل مع نادي يوفنتوس 3-3 أيضا على ملعب الأخير. وبتحقيق الفريق لنتيجة التعادل أمام نادي بولونيا في المرحلة السابعة والثلاثون ضمن دي كارلو لفريقه البقاء موسماً إضافياً في الدرجة الأولى.

## المشاركات الأوروبية

### دوري أبطال أوروبا
| الموسم  | الجولة                     | الخصم        | الذهاب | الإياب | المجموع |
| ------- | -------------------------- | ------------ | ------ | ------ | ------- |
| 2006–07 | التصفيات التأهيلية الثالثة | ليفسكي صوفيا | 2–2    | 0–2    | 2–4     |

### كأس الاتحاد الأوروبي
| الموسم  | الجولة        | الخصم          | الذهاب | الإياب            | المجموع |
| ------- | ------------- | -------------- | ------ | ----------------- | ------- |
| 2002–03 | الجولة الأولى | النجم الأحمر   | 0–2    | 0–0               | 0–2     |
| 2006–07 | الجولة الأولى | سبورتينغ براغا | 0–2    | 2–1 (بعد التمديد) | 2–3     |

## الحمير الطائرة
يلقب فريق كييفو بالحمير الطائرة ولذلك اللقب قصةٌ طريفة، حيث كان طوال تاريخ كرة القدم الإيطالية ممثل وحيد لمدينة فيرونا وهو هيلاس الذي أحرز لقب الدوري مرة واحدة وحل وصيفاً لكأس إيطاليا ثلاث مرات في غياب تام لجاره كييفو الذي كان يصارع في الدرجات الدنيا.
وعندما سُئل جمهور هيلاس فيرونا عن موعد صعود كييفو للدرجة الأولى أجابوا ساخرين: "عندما تصير للحمير أجنحة وتطير!" إلى أن تحققت المعجزة وصعد كييفو فيرونا إلى الدرجة الأولى في موسم 2000-01 وصاروا يعتزون بلقب "الحمير الطائرة".

## حل النادي
في العام 2021 أعلن مجلس بلدية فيرونا عن حل النادي بصورة نهائية وذلك بعد تعرضه للإفلاس بسبب مشاكل مالية خطيرة ولم ينجحوا في العثور على مستثمرٍ جديد للنادي. حيث كان النادي في الدرجة الثانية موسم 2020–21. ورغم احتلاله للمركز الثامن في جدول الترتيب إلا أنه أُجبر على الهبوط إلى الدرجة الرابعة بقرار إداري.
وحاول قائد ونجم الفريق السابق سيرجيو بيليسييه وضع خطة لإنقاذ النادي من الإفلاس إلا أن جميع محاولاته باءت بالفشل. وبعدها قام بإنشاء نادٍ جديد تحت اسم كييفو 1929 وذلك للحفاظ على إرث النادي.

## إنجازات الفريق
- الدوري الإيطالي الدرجة الثالثة (المجموعة الأولى): 1993 - 94
- الدوري الإيطالي الدرجة الثانية (2007 - 08)

## وصلات خارجية
- الموقع الرسمي